# Exsultate, jubilate
Exsultate, jubilate (K 165 - K6 158a), in latino Esultate, giubilate, è un mottetto composto da Wolfgang Amadeus Mozart a Milano nel 1773.

## Storia
Il mottetto venne composto da Mozart per il castrato Venanzio Rauzzini, che interpretava il ruolo di Cecilio nella messa in scena dell'opera Lucio Silla al Teatro Regio Ducale di Milano.
Grazie ad un post scriptum che Mozart scrisse alla sorella in calce ad una lettera del padre del 16 gennaio 1773, si sa che questo mottetto venne eseguito per la prima volta il 17 gennaio 1773 nel convento dei Teatini a Milano, che aveva sede presso la chiesa di Sant'Antonio Abate con Venanzio Rauzzini.
Il 17 gennaio 2023, esattamente lo stesso giorno 250 anni dopo la prima esecuzione, il mottetto fu eseguito nella stessa chiesa di Sant'Antonio Abate ad opera del Maestro Giulio Prandi alla direzione del coro e orchestra del Collegio Ghislieri.

## Descrizione
Sebbene non sia una composizione di grandi proporzioni, essa è ritenuta fra i massimi esempi di musica vocale del giovane Mozart, appena diciassettenne.
Dal punto di vista strutturale, la composizione risulta suddivisa in quattro episodi:
1. un Allegro (4/4 in Fa maggiore) di 129 battute (Exsultate, jubilate);
2. un Recitativo secco di 12 battute (Fulget amica dies);
3. un Andante (3/4 in La maggiore) di 115 battute (Tu virginum corona): alcuni critici lo descrivono come «uno tra i più affascinanti cantabili della produzione mozartiana di quegli anni»[2];
4. un Allegro (2/4 in Fa maggiore) di 159 battute (Alleluja): talvolta eseguito come brano a sé, esso rappresenta la parte più celebre della composizione, ricco di agilità e culminante in un do acuto (opzionale).

La parte solista, oggi normalmente affidata ad un soprano, è talvolta interpretata anche da mezzosoprani, come ad esempio Cecilia Bartoli, che lo ha eseguito innumerevoli volte sia sotto la direzione di Claudio Abbado che sotto la direzione di Riccardo Muti. 
Il mottetto è anche eseguito nella riduzione per voce e pianoforte o organo.

## Testo
Fulget amica dies,
iam fugere et nubila et procellae;
exorta est justis inexpectata quies.
Undique obscura regnabat nox;
surgite tandem laeti,
qui timuistis adhuc,
et jucundi aurorae fortunatae
frondes dextera plena et lilia date.
Tu virginum corona,
tu nobis pacem dona,
tu consolare affectus,
unde suspirat cor.
Alleluja!»
Splende benigno il giorno,
son già fuggite sia le nuvole che le tempeste;
un'inattesa calma è sorta per i giusti.
Ovunque regnava oscura la notte;
svegliatevi invece felici,
voi che fino ad ora avete temuto,
 e gioiosi alla felice aurora
date a piene mani corone di fiori e gigli.
Tu, corona delle vergini,
dona a noi la pace,
consola le afflizioni,
per cui il cuore sospira.
Alleluia!»